# Stewie Griffin
Stewart Gilligan "Stewie" Griffin a Family Guy című amerikai televíziós rajzfilmsorozat szereplője. Eredeti hangja Seth MacFarlane, magyar hangja Dolmány Attila.

## Élete
Stewie Peter és Lois gyereke. Nővére Meg, bátyja Chris. Legjobb barátja Brian. Egyszer volt egy igazi kapcsolata Oliviával, a Hollywoodi sztárbabával a „Nyálrák” című epizódban.
Stewie Griffin tölti be általában a cinikus szociopata szerepét a sorozatban. Visszatérő célja, hogy végezzen anyjával, majd átvegye a világ feletti uralmat. Erre azonban, mint arra a „Lois megöli Stewie-t” című epizódban utalást is tesz, még nem készült fel. Rengeteg bombája, fegyvere és csúcstechnológiás felszerelése van – többek közt a Star Trek egy működőképes transzportere, egy lézerpisztoly, egy dimenzióváltásra képes távirányító, stb. Néhány részben ő és általában Brian játssza a főszerepet egy egymással vitatkozó, de a másikat többé-kevésbé elfogadó párost alkotva. Gyakran kezdi mondatait a "Szavamra..." szó használatával.
Stewie feje hasonlít egy rögbi labdára, Seth MacFarlane (a Family Guy készítője) egy interjújában azt mondta azért, mert először a hangja volt meg Stewie-nak, "és ennyire hülye hanghoz ennyire idióta fej illett.". Az egyik rész szerint Stewienak azért ilyen a feje, mert egyszer ugrált az ágyon, és a plafonba beverte a fejét.
Műveltsége: Az eredeti szinkronban Stewie kifinomult, felsőosztálybeli angol akcentussal beszél, ugyanakkor nem képes használni a telefont. Ezen túl változó szellemi képességei vannak. Néhány részben csak Brian érti a beszédét, máskor bárkivel képes kommunikálni. Megnyilvánulásai általában egoista, hataloméhes kinyilatkoztatásokra és sértő gesztusokra korlátozódnak. Általában Lois felé, de gyakran tesz megjegyzést Peter nagydarabságára, (például amikor azt mondja: „A dagadt…”) és Brian szellemi képességeire is.
Egyes részek során új technológiákat feltaláló, számítógépek feltörésére is képes, ördögi géniusz, máskor nevetséges dolgok ellen harcoló, önmagát parodizáló mellékszereplő. Stewie fél a wc használatától, a brokkoli elfogyasztásától és az orvosoktól (utóbbiakra "fehér kabátosokként" utal).
Szexualitása: A sorozat egyes részeiben hetero-, máskor azonban nyíltan homoszexuális viselkedés jellemzi. Érdekesség, hogy csak rövid poénok során mutatja meg az utóbbi énjét, míg a hetero énjére egész részek épültek („Stew Roidok”). Egyéb szexuális gesztusai közé tartozik a meztelenkedés és a transzvesztita viselkedés, többször öltözik nőnek.
A sorozatnak sokak szerint ő a legegyedibb karaktere, sokan miatta nézik a Family Guyt.